# Мока (місто)
Мока (ісп. Moca) — місто й муніципалітет у Домініканській Республіці, адміністративний центр провінції Еспаят.

## Географія
Межує з муніципалітетами: Сан-Віктор і Хамао-аль-Норте на півночі та північному заході відповідно, Гаспар-Ернандес на сході, Каетано-Хермосена на південному сході, а також із провінціями Сантьяго на заході, Ла-Вега на півдні та Ерманас-Мірабаль на сході. Місто розташовано за 145 км від столиці країни, міста Санто-Домінго, й за 18 км ві другого за величиною міста країни, Сантьяго-де-лос-Трейнта-Кабальєрос.

## Економіка
Місто є центром сільськогосподарського виробництва. Банани та юка слугують головними сільськогосподарськими культурами околиць Моки.

## Відомі уродженці
- Антоніо де ла Маса (1912—1961) — політичний діяч і бізнесмен, один з організаторів і виконавців убивства домініканського диктатора Рафаеля Трухільйо 1961 року
- Улісес Еро (1845—1899) — домініканський політик, тричі президент країни наприкінці XIX століття
- Орасіо Васкес (1860—1936) — військовий та політичний діяч, президент Домініканської Республіки (1902—1903, 1924—1930)
- Рамон Касерес (1866—1911) — політичний діяч, президент Домініканської Республіки (1905—1911)